# Oktiàbrskoie (Rostov)
|  | Per a altres significats, vegeu «Oktiàbrskoie». |

Oktiàbrskoie (en rus: Октябрьское) és un poble de l'óblast de Rostov, a Rússia, segons el cens rus del 2010 tenia 100 habitants. Pertany al districte de Zernograd.